# Oklahoma City Zoo
Koordinaten: 35° 31′ 16″ N, 97° 28′ 21″ W
Der Oklahoma City Zoo, auch als Oklahoma City Zoo and Botanical Garden bekannt, ist der Zoo der Stadt Oklahoma City im US-Bundesstaat Oklahoma.

## Geschichte
Der Zoo wurde im Jahr 1904 mit wenigen Tieren im Wheeler Park eröffnet. Das Gelände erwies sich bald als zu klein und nachdem die Anlagen durch eine verheerende Überschwemmung zerstört wurden, zog der Zoo in den Lincoln Park um. Ein Feuer zerstörte 1924 erneut die Anlagen und der Zoo wurde an anderer Stelle im Lincoln Park neu aufgebaut. Nach und nach wurden der Tierbestand vergrößert und neue Anlagen den Besuchern zugänglich gemacht. Im Fiskaljahr 2014/2015 besuchten erstmals deutlich mehr als eine Million Gäste den Zoo.  Der Oklahoma City Zoo ist Mitglied der American Alliance of Museums (AAM) sowie der Association of Zoos and Aquariums (AZA).

## Anlagenkonzept  und Tierbestand
Die Gestaltung der Anlagen im Oklahoma City Zoo ist darauf ausgerichtet, Tiere und Pflanzen durch botanische Möglichkeiten zu verbinden und in geografisch passenden Gemeinschaften zu zeigen. Mit einer Zoo-Eisenbahn können die Besucher zu den verschiedenen Sektionen transportiert werden. Insgesamt werden ca. 1900 Tiere gehalten. Große Sektionen des Zoos sind: Sanctuary Asia, wo Tiere aus Asien leben; Great EscAPE, mit Gruppen von Menschenaffen sowie Cat Forest/Lion Overlook, die Anlagen für Großkatzen. In der Abteilung Island Life sind vorwiegend Seevögel und Reptilien untergebracht. Der Zoo enthält auch ein Schauaquarium und ein Herpetarium. Überwiegend Tiere aus Nordamerika werden in den Oklahoma Trails gehalten. Für jugendliche Besucher sind im Zoo ein Kinderzoo sowie ein Informations- und Schulungszentrum eingerichtet.
Im Butterfly Garden werden Schmetterlinge, u. a. der Monarchfalter (Danaus plexippus) gezeigt und gezüchtet. Viele dieser Falter werden im Zoo markiert und in die Freiheit entlassen, damit weitere Erkenntnisse über das Wanderverhalten dieser Falter gewonnen werden können. Der Butterfly Garden enthält eine Vielzahl verschiedener Pflanzen, die den Schmetterlingen und deren Raupen als Nahrung dienen.
Im Jahr 2000 verendete im Delfinarium des Oklahoma City Zoos ein fünf Monate alter Delfin. Da früher schon mehrere Delfine dort aufgrund von Infektionen mit Streptokokken eingegangen waren, gab der Zoo die Haltung von Delfinen ganz auf. Das Delfinarium wurde umgestaltet und nach dem Umbau mit Seelöwen besetzt.
Eine Sektion, die verschiedene Greifvogelarten zeigt wurde im Herbst 2020 eröffnet (Raptor Ridge). Dort sind auch der Weißkopfseeadler, der Wappenvogel der Vereinigten Staaten, der Andenkondor und die Harpyie zu sehen. Die Volieren sind mit Felsnischen und Gehölzen ausgestattet und schaffen dadurch den Greifvögeln die Möglichkeit zum Nestbau. Nachfolgende Bilder zeigen einige ausgewählte Vogel- und Säugetierarten.

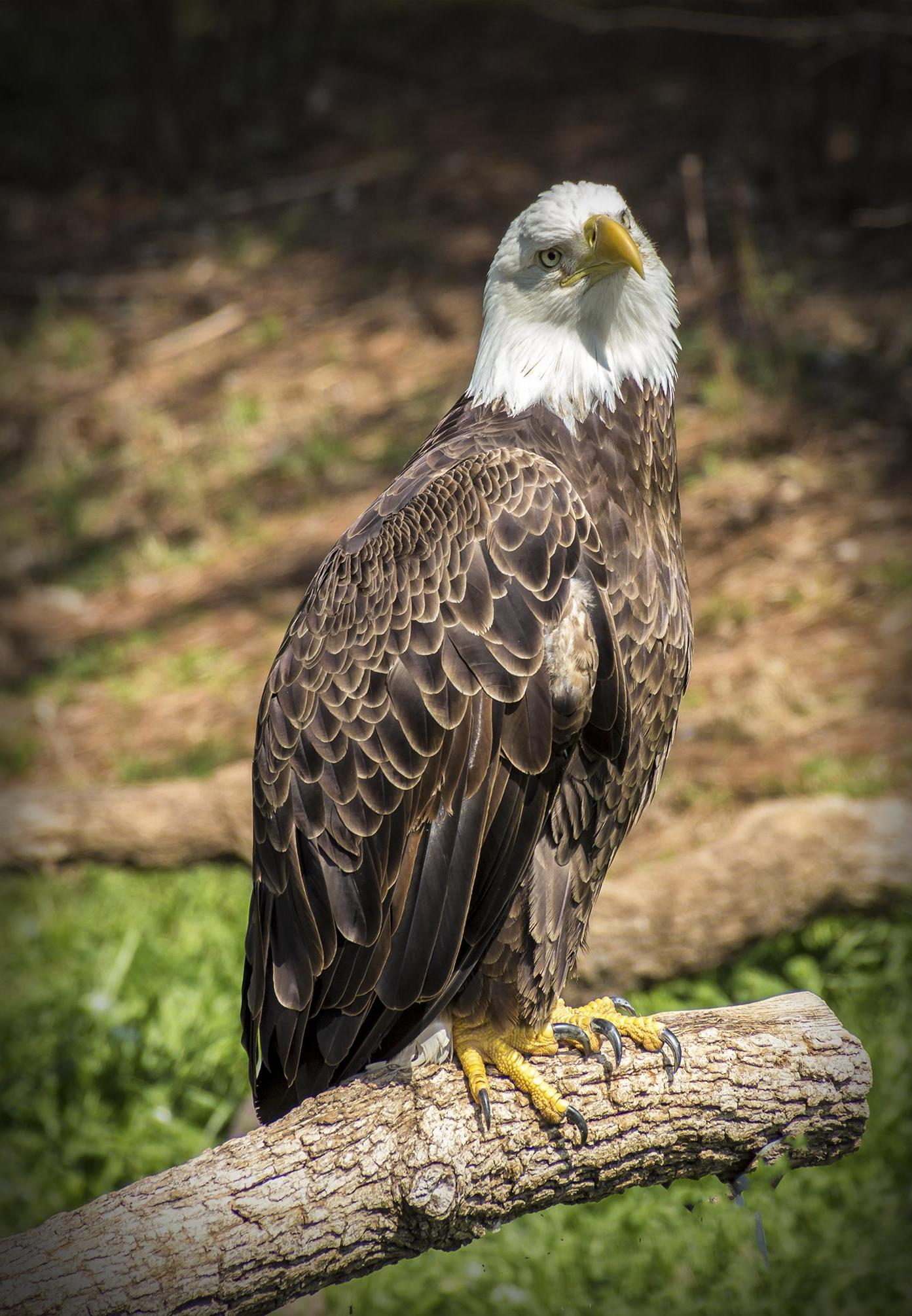
Weißkopfseeadler
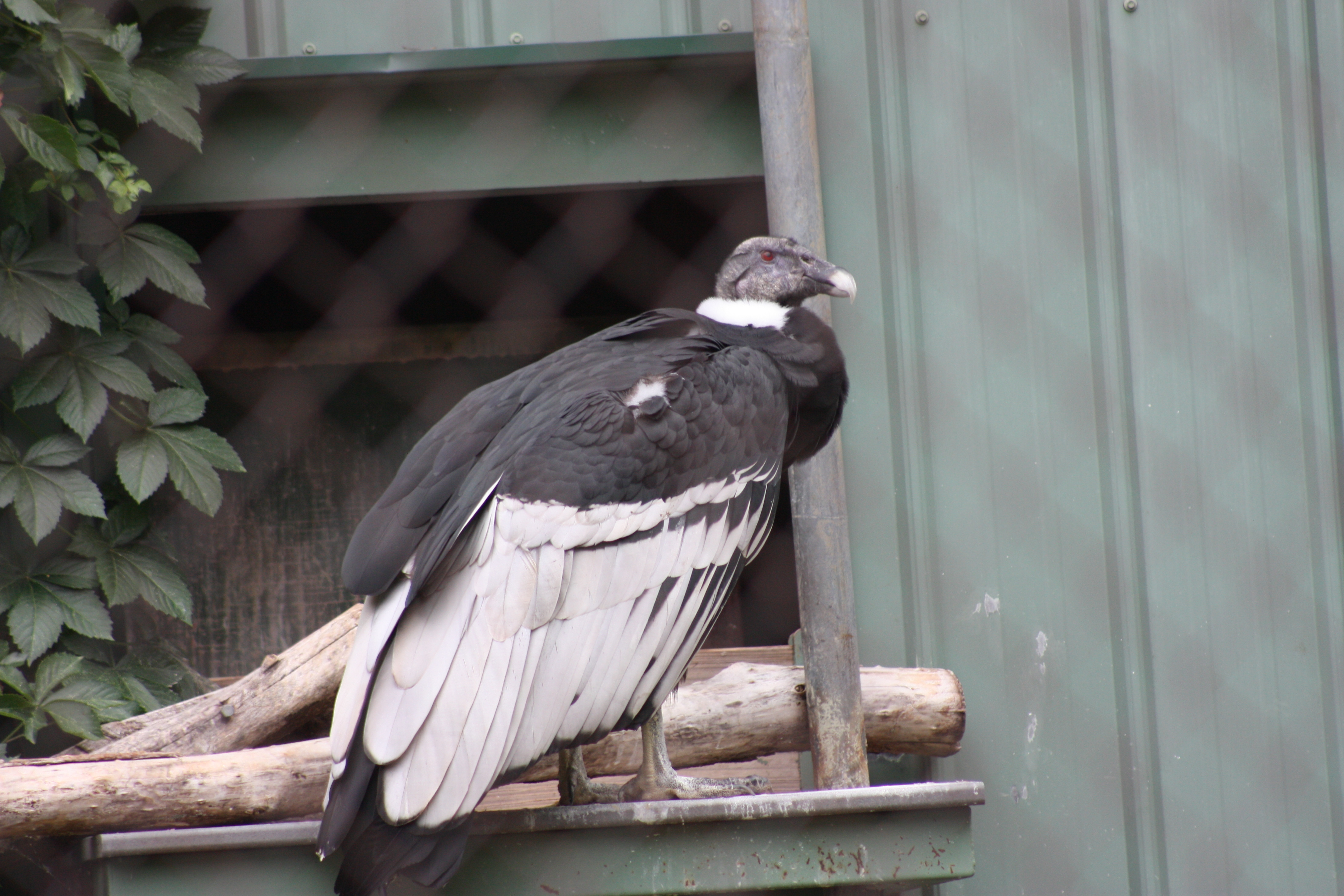
Andenkondor
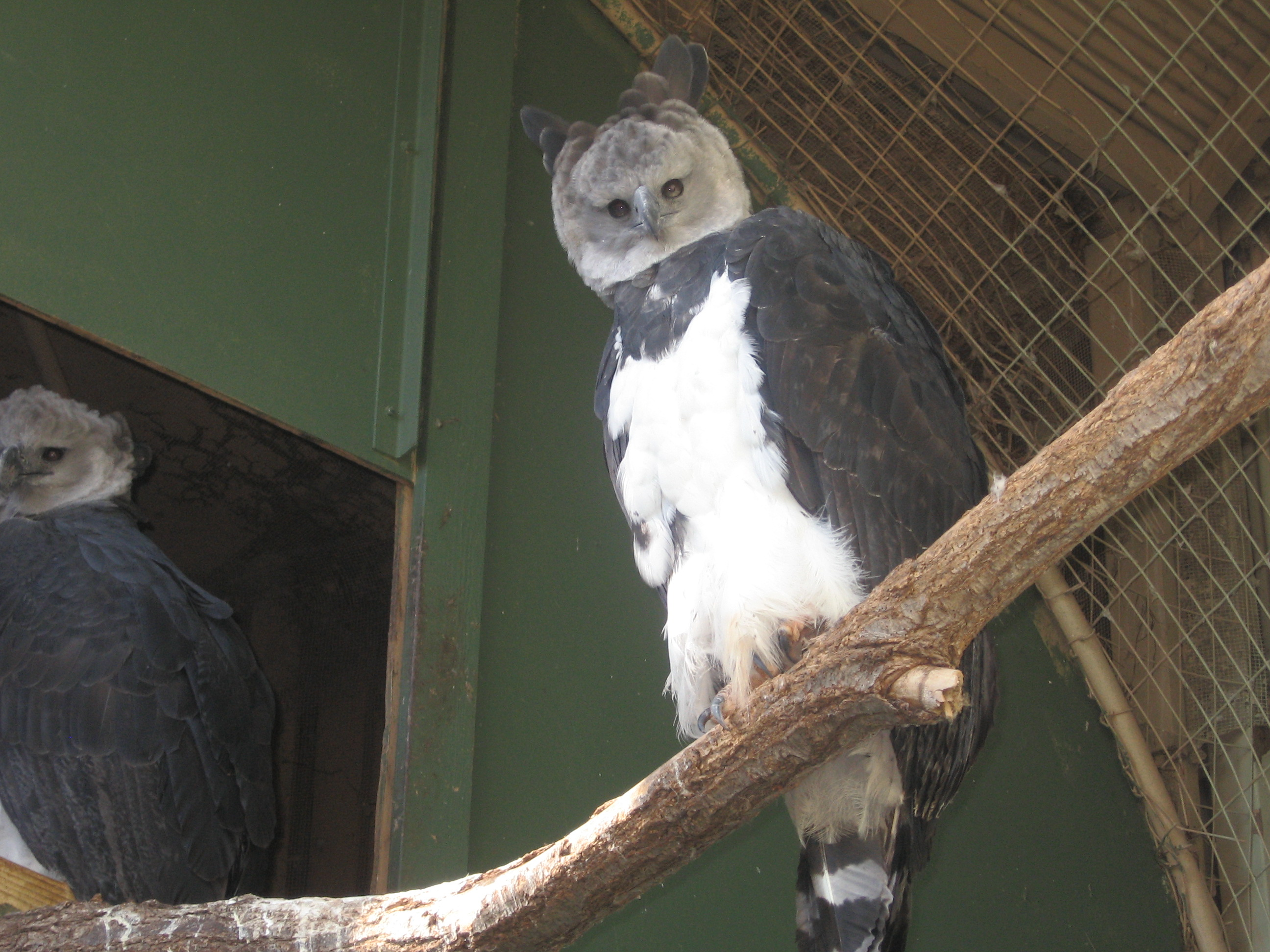
Harpyie
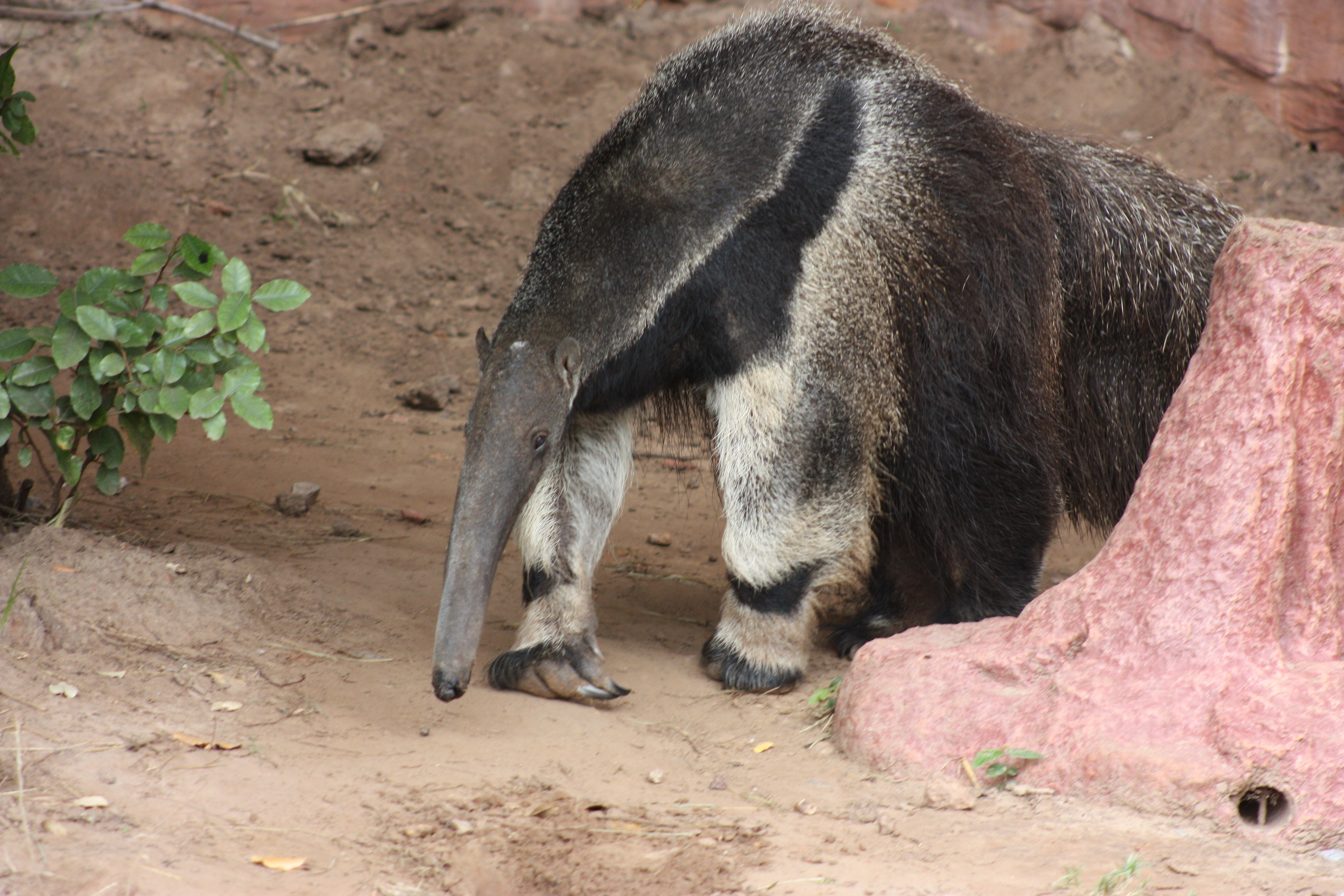
Großer Ameisenbär
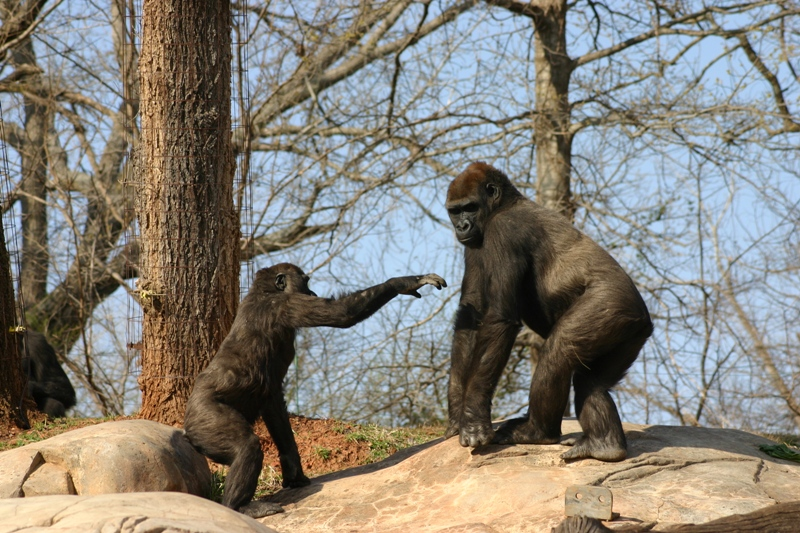
Gorillas
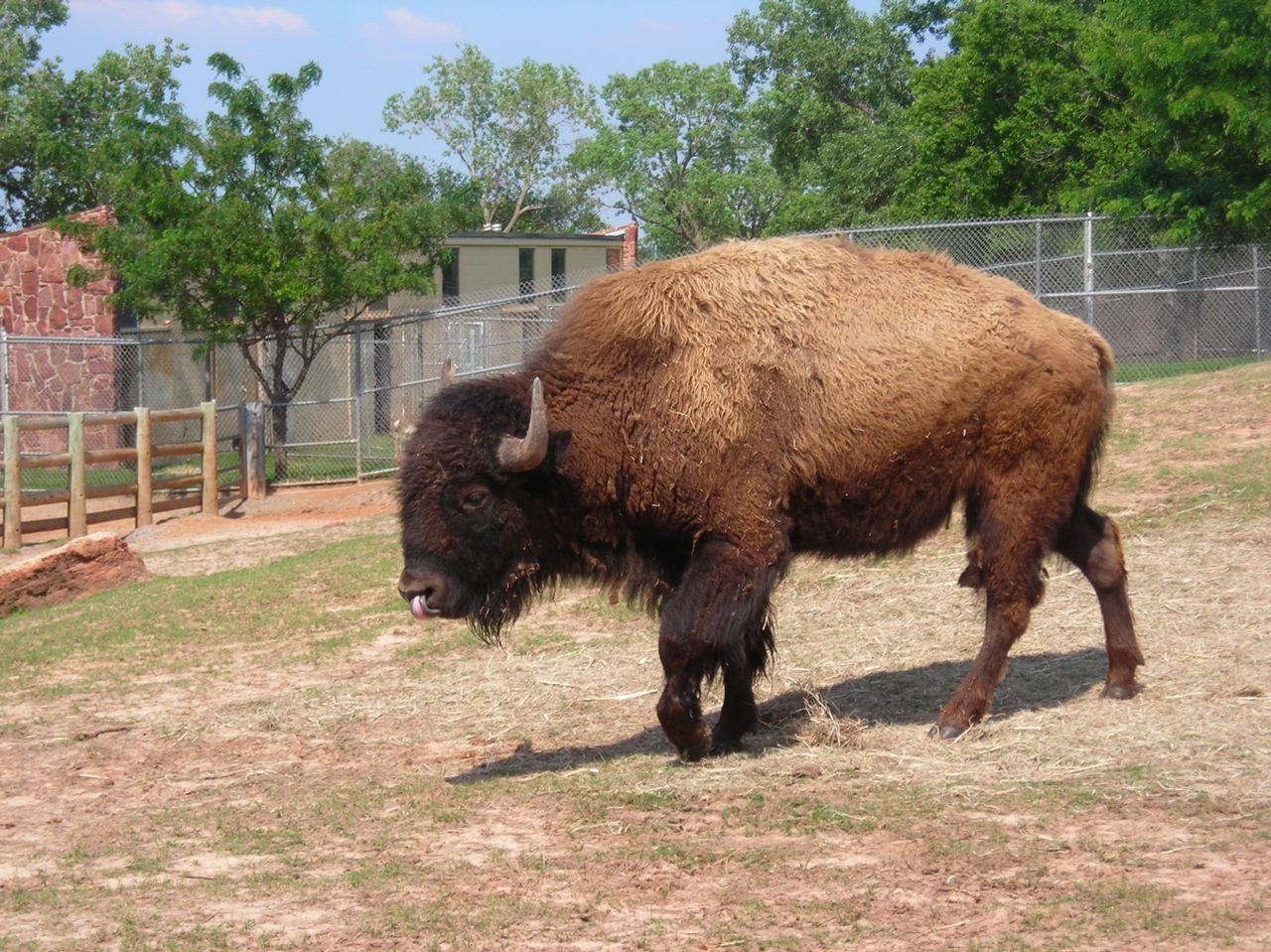
Amerikanischer Bison